# Léon Kauffman

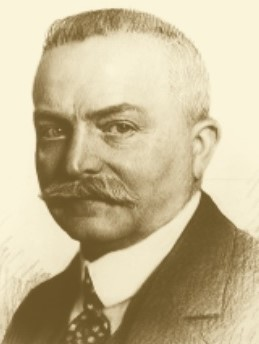
Léon Kauffman

Léon Kauffman (Luxemburg-Stad, 16 augustus 1869 - aldaar, 25 maart 1952) was een Luxemburgs politicus.

## Biografie
Kauffman werd in 1910 hij directeur van de Belastingdienst. Van 24 februari 1916 tot 19 juni 1917 was hij directeur-generaal (dat wil zeggen minister) van Financiën in het coalitiekabinet-Thorn.

## Premier
Kauffman werd na het aftreden van president van de Regering (dat wil zeggen premier) Victor Thorn op 19 juni 1917 zelf president van de Regering en directeur-generaal van Buitenlandse Zaken van een coalitiekabinet bestaande uit de rooms-katholieke Parti de la Droite (Rechtse Partij) en de Ligue Libérale (Liberale Liga). Kauffman zelf behoorde tot de Rechtse Partij (PD).
Tijdens Kauffmans premierschap werden er verkiezingen voor een grondwetgevende vergadering gehouden (4 juli en 28 augustus 1918). De grondwetgevende vergadering had tot taak om de grondwet van Luxemburg te veranderen. Een van de constitutionele veranderingen behelsde de invoering van het algemeen kiesrecht. De regering verzette zich tegen de herziening van grondwetsartikel 32. In de oorspronkelijke tekst stond dat de soevereiniteit berustte bij de groothertog, maar de grondwetgevende vergadering wilde dat de soevereiniteit bij het volk kwam te liggen. Hierdoor ontstonden spanningen tussen de regering en de grondwetgevende vergadering (en de Kamer van Afgevaardigden, het Luxemburgse parlement). Premier Kauffman raakte in diskrediet toen hij in augustus 1918, te midden van de Eerste Wereldoorlog, het privébezoek van de Duitse Rijkskanselier Georg Graf von Hertling aan groothertogin Maria Adelheid van Luxemburg bijwoonde. Dit schoot in het verkeerde keelgat van de Kamer die toch al geïrriteerd was door het optreden van Kauffman tijdens de "constitutionele crisis." Op 7 september 1918 diende premier Kauffman namens het kabinet zijn ontslag aan bij de groothertogin. Tot zijn opvolger werd Émile Reuter (eveneens afkomstig uit de gelederen van de PD) benoemd.

## Na zijn premierschap
Kauffman was na zijn aftreden als premier van 1923 tot 1952 president van de Banque Internationale à Luxembourg. Van 14 december 1945 tot 14 februari 1952 was hij voorzitter van de Staatsraad.
Kauffman overleed op 15 maart 1952 in Luxemburg-Stad. Léon Kauffman was getrouwd met Madeleine Joséphine Franck.
Kauffman was de eerste partijgebonden premier. Hij was tevens de eerste premier van de Parti de la Droite. De PD (sinds 1944 Chrëschtlech Sozial Vollekspartei genaamd) is sinds 1918 - met uitzondering van 1974 tot 1979 - aan de macht in het Groothertogdom Luxemburg.

## Voetnoten
1. ↑  De grondwetgevende vergadering bestond uit 23 leden van de Parti de la Droite, 12 leden van de Sozialdemokratesch Partei vu Lëtzebuerg, 8 leden van de Ligue Libérale, 5 leden van de Freie Volkspartij en 3 onafhankelijken: Tatsachen aus der Geschichte des Luxemburger Landes, door: Dr. P.J. Muller (1968), blz. 350

- Gemeinsame Normdatei: 1071828371
- Virtual International Authority File: 316388983
- WorldCat: E39PBJxMhfm8xrxF6gJkWt7bVC